# Xue yun
Xue yun (chinesisch 雪云, internationaler Titel Absence) ist ein chinesischer Film von Wu Lang. Der Film feierte seine Premiere am 21. Februar 2023 in der Sektion „Encounters“ der Berlinale.

## Handlung
Han Jiangyu ist nach zehn Jahren Haft auf die Insel Hainan zurückgekehrt, die sich seitdem radikal verändert hat. Sie ist zum Aushängeschild für lukrativen Wohnungsbau geworden – und damit auch ein Paradies für Abzocke und Betrug. Jiangyu trifft auf seinen Jugendfreund Chen Kai, dessen Geschäfte florieren, und seine frühere Liebe Su Hong. Jiangyu nähert sich Hong an und verbringt den Alltag mit ihr und ihrer Tochter Yao. Hong beteuert, dass Yao nicht Jiangyus Tochter sei, jedoch fühlt sich Yao zu ihm hingezogen und schlägt vor, ihn „Vater“ zu nennen.
Um Yao auf eine bessere Schule schicken zu können, möchte Hong in eine andere Gegend ziehen und hat dafür in eine Wohnung investiert. Wie viele andere wird sie jedoch immer wieder vertröstet, was die Fertigstellung der Wohnung angeht. Hong macht sich schließlich selbst ein Bild und stellt fest, dass das Gebäude gerade erst im Rohbau fertig gestellt wurde und der Bau seit einiger Zeit stagniert. Trotzdem beschließt sie, dort einzuziehen und richtet die Wohnung zusammen mit Jiangyu so gut es geht ein.

## Produktion
Wu Lang veröffentlichte 2021 den Kurzfilm Absence, ebenfalls mit den Darstellern Lee Kang-Sheng und Li Meng, jedoch mit einer anderen Geschichte. Der Film lief in Cannes und Palm Springs und gewann beim Milano International Film Festival den Preis für den Besten Kurzfilm. Wu hatte bereits 2017 Lee Kang-Sheng kontaktiert, den er als einen seiner ersten Mentoren als Filmemacher bezeichnet. Li Meng traf Wu 2019, als er bereits in Vorbereitungen für seinen Kurzfilm war.
Als Inspiration zum Langfilm nennt Wu ein Erlebnis, als er mit der traditionellen Fähre im Hafen Hainans durch die riesigen Säulen der sich im Bau befindlichen neuen Autobahn-Brücke hindurchfuhr und ihm somit der Kontrast zu den gewaltigen Veränderungen deutlich wurde. Die beiden Bestandteile des Filmtitels „Xue“ (chin. für „Schnee“) und „Yun“ („Wolken“) konfrontieren den Zuschauer mit dem, was da ist und was noch fehlt (Absence), da es in den letzten 200 Jahren dort nicht geschneit hat.

## Rezeption
Auf der Berlinale-Seite heißt es, gemeinsam mit seiner zentralen Figur suche Wu „nach den Spuren des Alten und Vertrauten im Neuen“. Die Kamera operiere mit „wenig Effekthascherei und umso größerem Gespür für Menschen in Räumen, Beziehungen in der Schwebe und Gesellschaften im Wandel“.

## Auszeichnungen
In der Sektion „Encounters“ der Berlinale konkurriert der Film in den Kategorien Bester Film, Beste Regie sowie um den Spezialpreis der Jury. Als Debütfilm ist Xue yun zudem in der Auswahl für den GWFF Preis Bester Erstlingsfilm. Die Auszeichnungen werden im Rahmen der offiziellen Preisverleihung im Berlinale Palast am 25. Februar 2023 verliehen.